# Albert Brooks
Albert Lawrence Brooks (n. Albert Lawrence Einstein; n. 22 iulie 1947, Beverly Hills, California, SUA) este un actor și comedian american, nomnalizat la Premiul Oscar pentru cel mai bun actor în rol secundar pentru filmul Broadcast News (1987). L-a dublat pe Marlin  filmul În căutarea lui Nemo, fiind și vocea mai multor personaje din Familia Simpson, cum ar fi Russ Cargill în Familia Simpson: Filmul (2007). A mai regizat, scris scenariul și jucat în filme precum Modern Romance (1981), Lost in America (1985) și Orașul Judecații de Apoi (1991) și este autorul romanului 2030: The Real Story of What Happens to America (2011).

## Legături externe
- Site web oficial
- Albert Brooks la Internet Movie Database
- Albert Brooks la Allmovie